# Loteria Română
Compania Națională Loteria Română este o companie deținută de statul român, care deține monopolul privind organizarea și exploatarea jocurilor de noroc, jocuri loto, pariuri mutuale, jocurile de noroc caracteristice activității cazinourilor, precum și jocurile de tip slot-machine și cele de tip bingo în România.
Este una din instituțiile cu tradiție ale societății românești, fiind înființată la 14 septembrie 1906.
Actul de naștere al Loteriei de Stat este Legea pentru constituirea unui fond al asistenței sanitare a sătenilor, care a fost promulgată în 29 mai 1906 de regele Carol I.
Această lege a fost modificată în anul 1931 prin Legea pentru înființarea și organizarea Loteriei de Stat pe clase.
Inițial, jocurile erau organizate de biserici, iar banii nu mergeau la un singur câștigător.
Cea mai mare sumă câștigată la loto în România este de aproximativ 11 milioane de euro, în data de 14 iulie 2013. În cei peste 100 de ani de existență, Loteria Națională Română a îmbogățit sute de români, în special cu biletele de loto 6/49, ca urmare zeci de jucători au intrat în istorie pentru unele dintre cele mai mari câștiguri din lume. Unii dintre câștigători au reușit să își ridice nivelul de trai iar alții au pierdut totul peste noapte. Cel mai mare câștig în lei este de 50 milioane în luna iunie 2023 (10,1 mil. euro).
Prin comparație, recordul european este de 371 milioane euro, câștigat în februarie 2023 în Italia de un grup de 90 de jucători. Recordul mondial, însă, este de 2,04 miliarde de dolari, câștigat în luna noiembrie 2022.
Număr de angajați în 2012: 2.709
Rezultate financiare (milioane lei):
| Anul             | 2011  | 2009  | 2008  |
| ---------------- | ----- | ----- | ----- |
| Cifra de afaceri | 1.160 | 1.444 | 1.290 |
| Profitul net     | 81,6  | 238   | 114   |

## Președinții CNLR
- Liliana Mincă (Liliana Ghervasuc) [9]

## Controverse
În septembrie 2016, Gheorghe Benea, fost director al Loteriei Române, reținut pentru luare de mită și abuz în serviciu.